# Песма Евровизије 2014.
Песма Евровизије 2014. (енгл. Eurovision Song Contest 2014; фр. Concours Eurovision de la chanson 2014) је био 59. по реду избор за Песму Евровизије. Одржан је у Копенхагену, главном граду Данске, захваљујући победи Емели де Форест на Евровизији 2013. године у Малмеу, са песмом Only Teardrops. Данска је по трећи пут угостила такмичаре фестивала, а прво домаћинство имала је 1964. године. Емитер такмичења био је дански јавни сервис . Полуфиналне вечери биле су 6. и 8. маја 2014. године, а велико финале је одржано 10. маја 2014. године. Водитељи шоуа су били Лиз Рене, Николај Копел и Пилов Асбек. На такмичењу је учествовало укупно 37 земаља, а као земље повратнице учешће су узели Пољска (након двогодишње паузе) те Португал (након једногодишње паузе), док су Бугарска, Кипар, Србија и Хрватска ово такмичење прескочили због финансијских и других разлога. Дебитаната 2014. године на Евровизији није било.
Након напетог процеса гласања базираног на додељивању поена од стране националног жирија и публике у омјеру 50:50, победу на такмичењу је однела Аустрија са песмом Rise Like a Phoenix Кончите Вурст, и по гласовима публике и по гласовима жирија. Другопласирани су Комон линетси из Холандије са песмом Calm After the Storm (срп. Затишје после буре), а трећепласирана Шведска. Убедљива победа коју је остварила контроверзна аустријска представница Кончита, освојивши укупно 290 бодова публике и жирија земаља учесница, била је прва победа Аустрије након 1966. године (укупно друга евровизијска победа за ову земљу). Такмичење 2014. године било је најуспешнији резултат икада за представнике Јерменије, док је за другопласирану Холандију ово био најбољи резултат, рачунајући од победе коју су остварили на Евросонгу 1975. Рекордних 195 милиона гледалаца широм света пратило је такмичење, а овиме је оборен рекорд из 2013. године, и то за 15 милиона.
Организатори шоуа из Копенхагена су потрошили укупно 112 милиона данских круна (око 15 милиона евра) на организацију спектакла; ова сума је, међутим, троструко већа од планираног буџета, те је тако била повод за подизање високих оптужница против организатора које се теретило за непотизам у оквиру организовања такмичења. Домаћинска телевизија DR је после разматрања више понуда градова и дворана широм Данске, као најбољу арену одабрала Халу B&W. Свеукупно, на такмичењу су учествовале две државе мање у односу на претходну годину, што је Евровизију 2014. године са 37 извођача учинило такмичењем са најмањим бројем учесника још од 2006. Службени компилацијски албум Песме Евровизије 2014. издала је кућа Universal Music Group, и то 14. априла 2014. године, а на албуму се налазило свих 37 песама које су изведене на бини, укључујући званичну #JoinUs музичку тему, која је била свирана током паузе великог финала. Емитер домаћин (DR) и ЕБУ за продукцију такмичења освојили су Интернационалну ТВ награду на додељивању Premios Ondas признања од стране Радио Барселоне.
Такмичење ће остати упамћено по првој квалификацији за финале Црне Горе (коју је представљао Сергеј Ћетковић) и Сан Марина, чијој представници Валентини Монети је то било треће узастопно такмичење за ову земљу. Финалу су као почасни гости присуствовали и представници данске краљевске породице, престолонаследник Принц Фредерик и његова супруга Крунска принцеза Мери.

## Избор града домаћина
Јавни радио и телевизијски сервис Данске DR је на конференцији за новинаре одржаној 2. септембра 2013. објавио да ће се такмичење за 59. песму Евровизије одржати у главном и највећем граду у земљи Копенхагену, односно у хали некадашњег бродоградилишта на острву Рефсхалоен. Цело подручје око бродоградилишта је преуређено за потребе фестивала и трансформисано у својеврсно „евровизијско острво“, док је највећа хала бродоградилишта B&W Hallerne претворена у концертни простор капацитета 10.000 места.
За службени слоган такмичења одабран је „#JoinUs“ или „придружи нам се“.
Градоначелник Копенхагена Франк Јенсен је још крајем августа изјавио да ће град подржати фестивал са око 40 милиона данских круна (или око 5,4 милиона евра), а такође је најавио да ће кроз домаћинство Песме Евровизије град уједно радити и на додатној промоцији еколошки прихватљивих технологија, пошто је Копенхаген проглашен за еколошку престоницу Европе за 2014. годину.
У трку за домаћинство 59. издања Песме Евровизије било је укупно 5 данских градова: Хернинг, Копенхаген, Олборг, Фредериција и Хорсенс, а у најужем кругу фаворита су од почетка била два првонаведена. У почетку се размишљало да такмичење буде одржано или на стадиону Паркен у Копенхагену где је било одржано и такмичење 2001, односно у арени Jyske Bank Boxen у Хернингу (капацитета 15.000 места) у којој је одржано финале националног избора 2013. године. Град Хорсенс је као евентуално место одржавања фестивала кандидовао двориште некадашњег државног затвора које би за потребе такмичења било прекривено стакленим кровом.
Због нешто слабијих хотелских капацитета у граду и околини, Олборг је и службено одустао од кандидатуре за организацију фестивала 17. јуна 2013. године (услов је био да град има минимум 3.000 хотелских соба, док је Олборг имао свега 1.600, од чега је велики број већ био резервисан у време одржавања Евровизије).
| Град        | Локалитет                          | Капацитет    | Напомене                                                                                   |
| ----------- | ---------------------------------- | ------------ | ------------------------------------------------------------------------------------------ |
| Олборг      |                                    | 8.500        | Домаћини националног избора 2006, 2010. и 2012. год. Службено одустали 17. јуна 2013. год. |
| Копенхаген  | Плато испред зграде националне ртв | 10 до 15.000 | —                                                                                          |
| Копенхаген  | [ 20 ]                             | 10.000       | —                                                                                          |
| Копенхаген  | Стадион Паркен                     | 50.000       | Домаћин ЕСЦ 2001. Одустали крајем јуна 2013. због преклапања термина.                      |
| Фредериција | Хала                               | 8.000        | Одустали 26. јуна 2013. год.                                                               |
| Хернинг     |                                    | 15.000       | Домаћини националног финала 2013. год.                                                     |
| Хорсенс     |                                    | 13.000       | —                                                                                          |

## Формат такмичења
Такмичење је као и ранијих година (а почев од Песме Евровизије 2008. у Београду) подељено на три вечери, два полуфинала велико финале. По десет песама из оба полуфинала обезбедило је пласман у финале, где их је чекало 6 директних учесника, такозвана „велика петорка“ (Француска, Шпанија, Уједињено Краљевство, Немачка и Италија) и земља домаћин (Данска). Гласало се по систему 50:50, тј. пола укупне оцене чинили су гласови стручног жирија, а другу половину гласови публике.
Европска радиодифузна унија (ЕБУ) је 20. септембра 2013. објавила службена правила за овогодишње такмичење, а која се тичу мањих промена везано за гласање жирија. Да би се избегле спекулације о намештањима резултата, ЕБУ је донела одлуку да сваки од 5 чланова националних жирија мора бити у обавези да јавно објави своје гласове (у виду рангирања песама од првог до последњег места), односно имена свих чланова жирија била су позната на дан 1. маја 2014. (недељу дана пре почетка такмичења). Члан жирија могла је да буде особа из света музике, телевизије и забаве која није директно учествовали на претходна два такмичења.

### Жреб за полуфинала
Жреб за полуфинала одржан је у градској већници Копенхагена 20. јануара 2014. и том приликом је одређено која земља ће да се такмичи у којем полуфиналу. Током новембра 2013. организатор је у договору са ЕБУ одлучио да се Данској суседне земље Шведска и Норвешка такмиче у различитим полуфиналима, како би се посетиоцима из обе земље омогућило да у што већем броју присуствују својим полуфиналима, па је тако одлучено да ће Шведска наступати у првом, а Норвешка у другом полуфиналу. Такође, ЕБУ је дозволио Израелу да учествује у другом полуфиналу пошто се датум првог полуфинала преклапао са националним празником у тој земљи. Све преостале земље подељене су у 6 шешира, формираних на основу историјата размене поена међу државама у последњих 10 година, на основу којих су касније извучени учесници по полуфиналима.
Састав шешира је био следећи:
| Шешир број 1                                                     | Шешир број 2                                        | Шешир број 3                                            | Шешир број 4                                      | Шешир број 5                                | Шешир број 6                              |
| ---------------------------------------------------------------- | --------------------------------------------------- | ------------------------------------------------------- | ------------------------------------------------- | ------------------------------------------- | ----------------------------------------- |
| - Албанија - БЈР македонија - Словенија - Црна Гора - Швајцарска | - Естонија - Исланд - Летонија - Литванија - Финска | - Азербејџан - Белорусија - Грузија - Русија - Украјина | - Белгија - Грчка - Ирска - Јерменија - Холандија | - Аустрија - Мађарска - Пољска - Сан Марино | - Малта - Молдавија - Португал - Румунија |

### Одређивање стартних позиција
Исто као и на такмичењу у Малмеу 2013. домаћин је заједно са продуцентима одређивао са које стартне позиције ће наступити нека од земаља, док је једино наступ земље домаћина у финалу одређен жребом, а све са циљем да се избегне да жанровски сличне песме следе једна иза друге. Током састанка шефова националних делегација земаља учесница у Копенхагену 17. марта 2014. одлучено је да Данска у финалу наступи под редним бројем 23, док је комплетан редослед наступа по полуфиналима одређен седам дана касније. Током конференције за новинаре одржане после проглашења финалиста из првог полуфинала, представници свих земаља су извлачењем куглица одредили редну позицију у финалу (у горњем или доњем делу жреба), док су на исти начин то урадили и директни финалисти на конференцији за новинаре неколико сати раније. На исти начин су одређене и позиције након другог полуфинала. Коначан распоред стартних бројева у финалу одређен је 9. маја, а жребом је једино одлучено да представница Украјине отвори, а представница Уједињеног Краљевства затвори такмичење, док је стартне позиције свих осталих земаља одредио ЕБУ у консултацијама са ДР.
Како је у међувремену дошло до прикључења Кримског полуострва Русији, организатори су одлучили да се у процесу телегласања гласови са те територије рачунају заједно са гласовима Украјине не прејудицирајући политички статус те територије, уз образложење да је украјински телеком и даље главни мобилни оператер на том подручју.

## Графички дизајн и техника
Идејни лого такмичења објављен је 18. децембра 2013. и представљен је у виду плавог дијаманта унутар ког се налазе појединачне заставе земаља учесница, као и званични слоган „#JoinUs“ у центру дијаманта. Дизајнер овогодишње сценографије био је Клаус Сир, познати дански сценограф који је учествовао у осмишљавању визуелног бројних забавних шоу програма у Данској. Сцена је била висока 40 метара и направљена је од 40 тона челика, док је алуминијумско-стаклени подијум био прекривен ЛЕД плочама. Позадинска сценографија коју су чинили коцкасти елементи изграђена је од специјалног акрилног-поликарбонатног материјала и на њој су се приказивале графике и видео садржај који су емитовала 32 видео пројектора.
Место за извођаче или „грин рум“ налазило се испред сцене. Цело такмичење снимале су 24 камере, акредитовано је 1.600 новинара из преко 80 земаља, док је у целокупан процес реализације шоа било укључено око 700 људи, од чега 500 волонтера.
Сваки од учесника фестивала имао је слободу да на креативан начин учествује у прављењу разгледнице за своју земљу, с тим да је централни детаљ сваке разгледнице требало да представља креативан начин за прављење заставе властите земље. Тако су Финци користили огромне количине леда у бојама своје заставе, Холанђани плаве, беле и црвене лале, док је словеначка представница заставу своје земље направила у националној библиотеци у Љубљани. Црногорски представник Сергеј Ћетковић је заставу своје земље у виду слагалице направио у Музеју на Цетињу.

## Технички проблеми и контроверзе
Највише контроверзи, а уједно и највећу пажњу током целог такмичења остварила је аустријска представница Кончита Вурст, односно драг квин и трансвестит Томас Нојвирт чији заштитни знак је брада. У неким од земаља због њега су се чак потписивале и петиције са циљем да се аустријски наступ исече из програма. Јерменски представник Арам Саргсјан је недељу дана пре почетка такмичења коментаришући Кончитин стил изјавио да њено понашање није нормално и да треба да се одлучи да ли жели да буде мушко или женско. Након што се његова изјава нашла на удару ЛГБТ удружења и организација за људска права, јерменска делегација упутила је званично извињење Вурстовој, уз образложење да је реч о погрешној новинарској интерпретацији. На сличне реакције наишла је и изјава презентера литванских гласова Игнаса Крупавичијуса који је алудирајући на Кончитину браду пре него што је саопштио поене своје земље извадио бријач и иронично прокоментарисао „да је време за бријање“.
У Грузијске гласове ЕБУ је урачунао само гласове телегласања, пошто је свих 5 чланова националног жирија имало идентичан распоред свих поена што је статистички гледано сматрано немогућим.
Наступ руских представница испраћен је бројним звиждуцима присутних у дворани, како у полуфиналу тако и у финалу, баш као и сваки поен који је ова земља добила током гласања. Салве звиждука упућене су и на рачун руске презентерке гласове Алсу.
Током гласања Израела дошло је до мањих техничких проблема и губитка слике.
Незадовољство у Русији изазвано победом Вурстове отишло је толико далеко да су чак и поједини посланици државне Думе захтевали повлачење те земље са такмичења и оснивање властитог међународног такмичења. Огласила се и Руска православна црква која је оценила да је победа трансвестита на Евросонгу „још један корак ка одбијању хришћанског идентитета европске културе“.

## Земље учеснице
На такмичењу је учествовало укупно 37 земаља, од којих је 31 земља преко полуфинала покушала да се квалификује за финале, док је пет највећих финансијера ЕБУ-а имало директан пласман у финале, баш као и домаћин такмичења Данска. На такмичење се након две године паузе вратила Пољска, односно Португал након једногодишње паузе, док су се због слабијих резултата и финансијских проблема са такмичења повукле Србија, Хрватска, Кипар и Бугарска.

### Листа земаља учесница
| Држава               | Емитер               | Извођач(и)                 | Песма                        | Језик                | Аутор(и)                                                                   |
| -------------------- | -------------------- | -------------------------- | ---------------------------- | -------------------- | -------------------------------------------------------------------------- |
| Азербејџан           | ИТВ                  | Дилара Казимова            | Start A Fire                 | енглески             | Стефан Орн Јохан Кронлунд Алесандра Гинтарт                                |
| Албанија             | РТШ                  | Херси                      | One Night's Anger            | енглески             | Ђенти Љако Олти Чури                                                       |
| Аустрија             | ОРФ                  | Кончита Вурст              | Rise Like a Phoenix          | енглески             | Џои Патулка Александар Цуковски Јулијан Мас Чарли Мејсон                   |
| Белгија              | ВРТ                  | Аксел Хирсу                | Mother                       | енглески             | Ешли Хиклин Рафаел Артесеро                                                |
| Белорусија           | БТ                   | Тео                        | Cheesecake                   | енглески             | Јуриј Вашчук Димитриј Новик                                                |
| Грузија              | ГПБ                  | The Shin & Марико          | Three Minutes To Earth       | енглески             | Заза Миминошвили Еуген Елију                                               |
| Грчка                | НЕРИТ                | Freaky Fortune & RiskyKidd | Rise Up                      | енглески             | Freaky Fortune & RiskyKidd                                                 |
| Данска               | ДР                   | Басим                      | Cliché Love Song             | енглески             | Ким Новак Зорд Анис Басим Муџахид Данијел Фелт Ласе Линдорф                |
| Естонија             | ЕРР                  | Тања                       | Amazing                      | енглески             | Тимо Вент Тања Михаилова                                                   |
| Израел               | ИБА                  | Меи Фајнголд               | Same Heart                   | енглески, хебрејски  | Рами Талмид                                                                |
| Ирска                | РТЕ                  | Can Linn и Кејси Смит      | Heartbeat                    | енглески             | Хејзел Канесваран Џонас Гледникоф Расмус Палмгрен Патриција Хеландер       |
| Исланд               | РУВ                  | Pollapönk                  | No Prejudice                 | енглески             | Хејдар Орн Кристијансон Харалдур Фрејр Гисласон Џон Грент                  |
| Италија              | Раи                  | Ема Мароне                 | La mia città                 | италијански          | Ема Мароне                                                                 |
| Јерменија            | АМПТВ                | Арам МP3                   | Not Alone                    | енглески             | Арам Саргсјан Гарик Папојан                                                |
| Летонија             | ЛТВ                  | Aarzemnieki                | Cake To Bake                 | енглески             | Гунтис Вејландс                                                            |
| Литванија            | ЛРТ                  | Вилија Матачиунаите        | Attention                    | енглески             | Викторас Ваупшас Вилија Матачиунаите                                       |
| Мађарска             | Дуна                 | Андраш Калај-Саундерс      | Running                      | енглески             | Андраш Калај-Саундерс Кристијан Сакос Иштван Табар                         |
| Македонија           | МРТ                  | Тијана Дапчевић            | To The Sky                   | енглески             | Дарко Димитров Лазар Цветковски Елена Ристеска                             |
| Малта                | ПБС                  | Firelight                  | Coming Home                  | енглески             | Ричард Микалеф                                                             |
| Молдавија            | ТРМ                  | Кристина Скарлат           | Wild Soul                    | енглески             | Иван Акулов Лидија Скарлат                                                 |
| Немачка              | НДР                  | Елаиза                     | Is It Right                  | енглески             | Елжбијета Штејнмец Френк Кретшмехер Адам Кеселхот                          |
| Норвешка             | НРК                  | Карл Еспен                 | Silent Storm                 | енглески             | Џозефин Винтер                                                             |
| Пољска               | ТВП                  | Донатан & Клео             | My Słowianie - We Are Slavic | пољски, енглески     | Витолд Чамара Јоана Клепко                                                 |
| Португал             | РТП                  | Сузи                       | Quero Ser Tua                | португалски          | Емануел                                                                    |
| Румунија             | ТВР                  | Паула Селинг и Ови         | Miracle                      | енглески             | Beyond51 Овидију Чернаутеану Фрида Амундсен Филип Халун                    |
| Русија               | ВГТРК                | Сестре Толмачев            | Shine                        | енглески             | Филип Киркоров Димитрис Контопулос Џон Балард Ралф Чарли Џерард Џејмс Борг |
| Сан Марино           | СМРТВ                | Валентина Монета           | Maybe                        | енглески             | Ралф Зигел Мауро Балестри                                                  |
| Словенија            | РТВ СЛО              | Тинкара Ковач              | Round And Round              | енглески, словеначки | Алеш Вовк Тинкара Ковач Хана Манчини Тина Пиш                              |
| Уједињено Краљевство | ББЦ                  | Моли                       | Children of The Universe     | енглески             | Моли Смитен Доунс Андерс Хансон                                            |
| Украјина             | НТУ                  | Марија Јаремчук            | Tick-Tock                    | енглески             | Марија Јаремчук Сандра Бјорман                                             |
| Финска               | Уле                  | Softengine                 | Something Better             | енглески             | Топи Латука Хенри Оскар                                                    |
| Француска            | Француска телевизија | Twin Twin                  | Moustache                    | француски            | Пјер Бејр Ким Енгајен Лорен Идир Франсоа Ардувен                           |
| Холандија            | АВРОТРОС             | The Common Linnets         | Calm After The Storm         | енглески             | Илзе де Ланге ЏБ Мајерс Роб Крозби Метју Крозби Џејк Етериџ                |
| Црна Гора            | РТЦГ                 | Сергеј Ћетковић            | Мој свијет                   | црногорски           | Сергеј Ћетковић Емина Јаховић                                              |
| Швајцарска           | СРГ ССР              | Себалтер                   | Hunter of Stars              | енглески             | Себастијано Пау-Леси                                                       |
| Шведска              | СВТ                  | Сана Нилсен                | Undo                         | енглески             | Фредрик Кемпе Давид Крегер Хамед Пирузпанах                                |
| Шпанија              | РТВЕ                 | Рут Лоренцо                | Dancing In the Rain          | шпански, енглески    | Рут Лоренцо Џејмс Лоренс Ирвин Џулијан Емери                               |

### Извођачи  који су учествовали раније
| Извођач            | Држава     | Претходни наступи |
| ------------------ | ---------- | ----------------- |
| Паула Селинг и Ови | Румунија   | 2010.             |
| Валентина Монета   | Сан Марино | 2012, 2013.       |
| Сестре Толмачев    | Русија     | ДПЕ 2006.         |

Одлуком ЕБУ-а, детаљни резултати телегласања и националних жирија објављени су непосредно по завршетку финалне вечери. Гласало се по систему 50:50, односно пола вредности оцене чиниле су оцене жирија, а другу половину оцене телегласања. Пласман у финале обезбедило је по 10 првопласираних песама из оба полуфинала.

## Преглед такмичења

### Прво полуфинале
Прво полуфинално вече одржано је 6. маја 2014. са почетком у 21:00 час по средњоевропском времену. Вече је отворила прошлогодишња победница Емели де Форест која је заједно са дечијим хором Европа отпевала своју победничку песму Only Teardrops, док је у ревијалном делу изведена модерна верзија бајке „Ружно паче“ у режији Мајка Шеридана, а на музику данског композитора Бента Фабрика.
Право гласа од директних финалиста у овом полуфиналу имали су чланови жирија и публика из Шпаније, Француске и Данске. Песме које су се квалификовале за финале означене су бојом.
У овом полуфиналу такмичило се укупно 16 песама, од чега је чак 14 певано на енглеском језику. На свом језику певали су једино представници Црне Горе (црногорски/српски) и Португалије (португалски), док је летонска песма садржавала неколико фраза на летонском језику. Убедљиви победник полуфинала је Холандија, док је последње место заузела Молдавија. По први пут су се за финале квалификовали Црна Гора и Сан Марино.
| #‍  | Држава     | Извођач(и)           | Песма      | Пласман | Поени |
| -- | ---------- | -------------------- | ---------- | ------- | ----- |
| 01 | Јерменија  | Арам                 |            | 4.      | 121   |
| 02 | Летонија   | Aarzemnieki          |            | 13.     | 33    |
| 03 | Естонија   | Тања Михајлова       |            | 12.     | 36    |
| 04 | Шведска    | Сана Нилсен          |            | 2.      | 131   |
| 05 | Исланд     | Pollapönk            |            | 8.      | 61    |
| 06 | Албанија   | Херси Матмуџа        |            | 15.     | 22    |
| 07 | Русија     | Сестре Толмачев      |            | 6.      | 63    |
| 08 | Азербејџан | Дилара Казимова      |            | 9.      | 57    |
| 09 | Украјина   | Марија Јаремчук      |            | 5.      | 118   |
| 10 | Белгија    | Аксел Хирсу          |            | 14.     | 28    |
| 11 | Молдавија  | Кристина Скарлат     |            | 16.     | 13    |
| 12 | Сан Марино | Валентина Монета     |            | 10.     | 40    |
| 13 | Португал   | Сузи                 |            | 11.     | 39    |
| 14 | Холандија  |                      |            | 1.      | 150   |
| 15 | Црна Гора  | Сергеј Ћетковић      | Мој свијет | 7.      | 63    |
| 16 | Мађарска   | Андраш Калај Сондерс |            | 3.      | 127   |

### Друго полуфинале
Друго полуфинално вече одржано је 8. маја 2014. са почетком у 21:00 час, а отворено је деловима мјузикла Jalousie 'Tango Tzigane' данског композитора Јакоба Гадеа. У ревијалном делу представљена је Аустралија и њена веза са Евросонгом, а наступила је и велика аустралијска музичка звезда Џесика Маубој која је извела песму Sea of Flags. Учествовало је укупно 15 земаља.
Од директних финалиста право гласа у овом полуфиналу имали су публика и стручни жири из Италије, Немачке и Уједињеног Краљевства. Убедљиву победу остварила је Аустрија са 169 бодова, чак 44 више од другопласиране Румуније. Велико изненађење представљало је и лош резултат Израела који је пре самог такмичења важио за једног од фаворита за победу.
| #‍  | Држава     | Извођач(и)                 | Песма | Пласман | Поени |
| -- | ---------- | -------------------------- | ----- | ------- | ----- |
| 01 | Малта      |                            |       | 9.      | 63    |
| 02 | Израел     | Меи Фајнголд               |       | 14.     | 19    |
| 03 | Норвешка   | Карл Еспен                 |       | 6.      | 77    |
| 04 | Грузија    | & Марико                   |       | 15.     | 15    |
| 05 | Пољска     | Донатан & Клео             |       | 8.      | 70    |
| 06 | Аустрија   | Кончита Вурст              |       | 1.      | 169   |
| 07 | Литванија  | Вилија Матачјунајте        |       | 11.     | 36    |
| 08 | Финска     | Softengine                 |       | 3.      | 97    |
| 09 | Ирска      | Can Linn и Кејси Смит      |       | 12.     | 35    |
| 10 | Белорусија | Тео                        |       | 5.      | 87    |
| 11 | Македонија | Тијана Дапчевић            |       | 13.     | 33    |
| 12 | Швајцарска | Себалтер                   |       | 4.      | 92    |
| 13 | Грчка      | Freaky Fortune и RiskyKidd |       | 7.      | 74    |
| 14 | Словенија  | Тинкара Ковач              |       | 10.     | 52    |
| 15 | Румунија   | Паула Селинг & Ови         |       | 2.      | 125   |

### Финале
Финално вече је одржано 10. маја 2014. са почетком у 21:00 час по средњоеверопском времену, уз учешће 26 земаља. Вече је отворена кратким подсећањем на претходну годину и на победу Емели де Форест у Малмеу 2013. године. Након уводног дела водитељског тројца уследила је парада учесника, што је својеврсна новина на Евровизији. У ревијалном делу вечери Емели де Форест је извела један део лањске победничке песме и песму Rainmaker, а у једном тренутку на сцени су јој се придружили сви учесници финала.
Највећу подрушку публике током наступа и самог гласања имале су представнице Шведске и Аустрије, док су представнице Русије испраћене салвама звиждука. На крају гласања до убедљиве победе је дошла представница Аустрије Кончита Вурст са освојених 290 бодова, односно 52 бода више од другопласиране Холандије, и 72 бода више од трећепласиране Шведске.
| #‍  | Држава               | Извођач(и)                 | Песма       | Пласман | Поени |
| -- | -------------------- | -------------------------- | ----------- | ------- | ----- |
| 01 | Украјина             | Марија Јаремчук            |             | 6.      | 113   |
| 02 | Белорусија           | Тео                        |             | 16.     | 43    |
| 03 | Азербејџан           | Дилара Казимова            |             | 22.     | 33    |
| 04 | Исланд               | Pollapönk                  |             | 15.     | 58    |
| 05 | Норвешка             | Карл Еспен                 |             | 8.      | 88    |
| 06 | Румунија             | Паула Селинг & Ови         |             | 12.     | 72    |
| 07 | Јерменија            | Арам                       |             | 4.      | 174   |
| 08 | Црна Гора            | Сергеј Ћетковић            | Мој свијет  | 19.     | 37    |
| 09 | Пољска               | Донатан & Клео             |             | 14.     | 62    |
| 10 | Грчка                | Freaky Fortune и RiskyKidd |             | 20.     | 35    |
| 11 | Аустрија             | Кончита Вурст              |             | 1.      | 290   |
| 12 | Немачка              | Elaiza                     |             | 18.     | 39    |
| 13 | Шведска              | Сана Нилсен                |             | 3.      | 218   |
| 14 | Француска            |                            | Moustache   | 26.     | 2     |
| 15 | Русија               | Сестре Толмачев            |             | 7.      | 89    |
| 16 | Италија              | Ема Мароне                 |             | 21.     | 33    |
| 17 | Словенија            | Тинкара Ковач              |             | 25.     | 9     |
| 18 | Финска               | Softengine                 |             | 11.     | 72    |
| 19 | Шпанија              | Рут Лоренцо                |             | 10.     | 74    |
| 20 | Швајцарска           | Себалтер                   |             | 13.     | 64    |
| 21 | Мађарска             | Андраш Калај Сондерс       |             | 5.      | 143   |
| 22 | Малта                | Firelight                  | Coming Home | 23.     | 32    |
| 23 | Данска               | Басим                      |             | 9.      | 74    |
| 24 | Холандија            |                            |             | 2.      | 238   |
| 25 | Сан Марино           | Валентина Монета           | Maybe       | 24.     | 14    |
| 26 | Уједињено Краљевство | Моли                       |             | 17.     | 40    |

## Резултати
У следећим табелама налазе се детаљнији статистички подаци о гласању по државама.

### Резултати првог полуфинала
| Посебни гласови жирија и публике у ПФ1 | Посебни гласови жирија и публике у ПФ1 | Посебни гласови жирија и публике у ПФ1 | Посебни гласови жирија и публике у ПФ1 | Посебни гласови жирија и публике у ПФ1 |
| Место                                  | Публика                                | Бод.                                   | Жири                                   | Бод.                                   |
| -------------------------------------- | -------------------------------------- | -------------------------------------- | -------------------------------------- | -------------------------------------- |
| 1.                                     | Холандија                              | 147                                    | Холандија                              | 130                                    |
| 2.                                     | Мађарска                               | 125                                    | Шведска                                | 125                                    |
| 3.                                     | Шведска                                | 122                                    | Мађарска                               | 122                                    |
| 4.                                     | Јерменија                              | 121                                    | Јерменија                              | 102                                    |
| 5.                                     | Украјина                               | 119                                    | Азербејџан                             | 94                                     |
| 6.                                     | Русија                                 | 73                                     | Украјина                               | 88                                     |
| 7.                                     | Португал                               | 72                                     | Црна Гора                              | 74                                     |
| 8.                                     | Сан Марино                             | 58                                     | Исланд                                 | 68                                     |
| 9.                                     | Исланд                                 | 50                                     | Албанија                               | 64                                     |
| 10.                                    | Црна Гора                              | 43                                     | Естонија                               | 61                                     |
| 11.                                    | Азербејџан                             | 41                                     | Русија                                 | 57                                     |
| 12.                                    | Белгија                                | 41                                     | Летонија                               | 27                                     |
| 13.                                    | Летонија                               | 40                                     | Сан Марино                             | 25                                     |
| 14.                                    | Албанија                               | 23                                     | Белгија                                | 24                                     |
| 15.                                    | Молдавија                              | 14                                     | Молдавија                              | 24                                     |
| 16.                                    | Естонија                               | 13                                     | Португал                               | 17                                     |

| Начин гласања: 50% жири и телегласање 100% жири | Начин гласања: 50% жири и телегласање 100% жири | Резултати гласања | Резултати гласања | Резултати гласања | Резултати гласања | Резултати гласања | Резултати гласања | Резултати гласања | Резултати гласања | Резултати гласања | Резултати гласања | Резултати гласања | Резултати гласања | Резултати гласања | Резултати гласања | Резултати гласања | Резултати гласања | Резултати гласања | Резултати гласања | Резултати гласања | Резултати гласања |
| Начин гласања: 50% жири и телегласање 100% жири | Начин гласања: 50% жири и телегласање 100% жири | Укупан бр. поена  | АЗЕ               | АЛБ               | СМ                | ДАН               | ЦГ                | РУС               | ХОЛ               | ФРА               | ЛЕТ               | ЈЕР               | ИСЛ               | ШВЕ               | ПОР               | ЕСТ               | МАЂ               | МОЛ               | ШПА               | БЕЛ               | УКР               |
| Такмичари                                       | Јерменија                                       | 121               |                   | 5                 | 10                | 5                 | 10                | 12                | 12                | 12                | 6                 |                   | 3                 | 8                 | 4                 | 5                 | 8                 |                   | 6                 | 3                 | 12                |
| Такмичари                                       | Летонија                                        | 33                | 7                 |                   | 2                 | 1                 |                   |                   |                   |                   |                   |                   | 6                 | 1                 | 3                 | 6                 | 2                 |                   |                   | 5                 |                   |
| Такмичари                                       | Естонија                                        | 36                | 5                 |                   |                   |                   |                   |                   |                   | 4                 | 10                | 5                 | 5                 | 5                 |                   |                   |                   |                   | 2                 |                   |                   |
| Такмичари                                       | Шведска                                         | 131               |                   | 6                 | 3                 | 10                | 5                 | 6                 | 8                 | 6                 | 8                 | 4                 | 10                |                   | 8                 | 7                 | 10                | 10                | 12                | 8                 | 10                |
| Такмичари                                       | Исланд                                          | 61                |                   |                   | 7                 | 8                 |                   |                   | 7                 | 8                 | 5                 |                   |                   | 7                 | 1                 | 2                 | 6                 |                   | 3                 | 4                 | 3                 |
| Такмичари                                       | Албанија                                        | 22                |                   |                   | 5                 | 2                 | 12                |                   | 1                 |                   |                   |                   |                   |                   |                   |                   |                   |                   |                   | 2                 |                   |
| Такмичари                                       | Русија                                          | 63                | 10                |                   |                   | 4                 | 4                 |                   |                   |                   | 4                 | 7                 | 2                 | 2                 | 5                 | 1                 | 5                 | 12                |                   | 1                 | 6                 |
| Такмичари                                       | Азербејџан                                      | 57                |                   | 7                 | 6                 |                   | 7                 | 10                | 4                 | 2                 | 2                 |                   | 1                 |                   | 2                 | 4                 | 1                 | 6                 |                   |                   | 5                 |
| Такмичари                                       | Украјина                                        | 118               | 12                | 3                 | 4                 | 7                 | 8                 | 7                 | 5                 |                   | 7                 | 12                | 7                 | 6                 | 7                 | 10                | 3                 | 8                 | 5                 | 7                 |                   |
| Такмичари                                       | Белгија                                         | 28                | 4                 |                   | 1                 |                   | 2                 | 4                 | 3                 | 1                 |                   | 6                 |                   |                   |                   |                   |                   | 7                 |                   |                   |                   |
| Такмичари                                       | Молдавија                                       | 13                |                   | 4                 |                   |                   | 6                 | 1                 |                   |                   |                   |                   |                   |                   |                   |                   |                   |                   |                   |                   | 2                 |
| Такмичари                                       | Сан Марино                                      | 40                | 6                 | 8                 |                   |                   |                   | 3                 |                   |                   | 1                 | 2                 | 4                 |                   |                   | 3                 | 7                 | 1                 | 1                 |                   | 4                 |
| Такмичари                                       | Португал                                        | 39                | 1                 | 1                 |                   | 3                 | 3                 |                   | 2                 | 5                 |                   | 3                 |                   | 4                 |                   |                   |                   | 3                 | 8                 | 6                 |                   |
| Такмичари                                       | Холандија                                       | 150               | 3                 | 2                 | 12                | 12                | 1                 | 2                 |                   | 10                | 12                | 10                | 12                | 12                | 12                | 12                | 12                | 2                 | 7                 | 10                | 7                 |
| Такмичари                                       | Црна Гора                                       | 63                | 2                 | 12                |                   |                   |                   | 5                 | 6                 | 7                 |                   | 8                 |                   | 3                 | 6                 |                   | 4                 | 5                 | 4                 |                   | 1                 |
| Такмичари                                       | Мађарска                                        | 127               | 8                 | 10                | 8                 | 6                 |                   | 8                 | 10                | 3                 | 3                 | 1                 | 8                 | 10                | 10                | 8                 |                   | 4                 | 10                | 12                | 8                 |

У првом полуфиналу следеће земље су добиле макисмалних 12 поена:
| 12 | Учесник   | Максималних 12 поена из:                                                    |
| -- | --------- | --------------------------------------------------------------------------- |
| 8  | Холандија | Данска, Естонија, Мађарска, Исланд, Летонија, Португал, Сан Марино, Шведска |
| 4  | Јерменија | Француска, Холандија, Русија, Украјина                                      |
| 2  | Украјина  | Јерменија, Азербејџан                                                       |
| 1  | Шведска   | Шпанија                                                                     |
| 1  | Албанија  | Црна Гора                                                                   |
| 1  | Русија    | Молдавија                                                                   |
| 1  | Црна Гора | Албанија                                                                    |
| 1  | Мађарска  | Белгија                                                                     |

### Резултати другог полуфинала
| Посебни гласови жирија и публике у ПФ2 | Посебни гласови жирија и публике у ПФ2 | Посебни гласови жирија и публике у ПФ2 | Посебни гласови жирија и публике у ПФ2 | Посебни гласови жирија и публике у ПФ2 |
| Место                                  | Публика                                | Бод.                                   | Жири                                   | Бод.                                   |
| -------------------------------------- | -------------------------------------- | -------------------------------------- | -------------------------------------- | -------------------------------------- |
| 1.                                     | Аустрија                               | 165                                    | Аустрија                               | 138                                    |
| 2.                                     | Румунија                               | 126                                    | Финска                                 | 117                                    |
| 3.                                     | Пољска                                 | 116                                    | Малта                                  | 113                                    |
| 4.                                     | Швајцарска                             | 98                                     | Норвешка                               | 100                                    |
| 5.                                     | Грчка                                  | 91                                     | Румунија                               | 99                                     |
| 6.                                     | Белорусија                             | 86                                     | Белорусија                             | 71                                     |
| 7.                                     | Финска                                 | 63                                     | БЈР македонија                         | 70                                     |
| 8.                                     | Норвешка                               | 55                                     | Словенија                              | 60                                     |
| 9.                                     | Словенија                              | 48                                     | Грчка                                  | 52                                     |
| 10.                                    | Ирска                                  | 47                                     | Швајцарска                             | 51                                     |
| 11.                                    | Литванија                              | 44                                     | Литванија                              | 41                                     |
| 12.                                    | Малта                                  | 36                                     | Пољска                                 | 34                                     |
| 13.                                    | Израел                                 | 28                                     | Ирска                                  | 33                                     |
| 14.                                    | БЈР македонија                         | 26                                     | Грузија                                | 33                                     |
| 15.                                    | Грузија                                | 15                                     | Израел                                 | 32                                     |

| Начин гласања: 50% жири и телегласање 100% жири | Начин гласања: 50% жири и телегласање 100% жири | Резултати гласања | Резултати гласања | Резултати гласања | Резултати гласања | Резултати гласања | Резултати гласања | Резултати гласања | Резултати гласања | Резултати гласања | Резултати гласања | Резултати гласања | Резултати гласања | Резултати гласања | Резултати гласања | Резултати гласања | Резултати гласања | Резултати гласања | Резултати гласања | Резултати гласања | Резултати гласања |
| Начин гласања: 50% жири и телегласање 100% жири | Начин гласања: 50% жири и телегласање 100% жири | Укупан бр. поена  | ГРЧ               | ПОЉ               | РУМ               | МАЛ               | УК                | МАК               | БЛР               | НЕМ               | ИЗР               | НОР               | ИРС               | ФИН               | ЛИТ               | АУТ               | ИТА               | ШВА               | ГРУ               | СЛО               |                   |
| Такмичари                                       | Малта                                           | 63                |                   | 4                 | 3                 |                   | 7                 | 12                | 4                 | 3                 |                   | 2                 | 3                 | 5                 | 1                 | 1                 | 5                 | 5                 | 8                 |                   |                   |
| Такмичари                                       | Израел                                          | 19                | 6                 |                   | 1                 |                   |                   | 5                 | 2                 | 2                 |                   |                   |                   | 3                 |                   |                   |                   |                   |                   |                   |                   |
| Такмичари                                       | Норвешка                                        | 77                | 7                 | 6                 | 4                 | 7                 |                   | 4                 |                   | 7                 |                   |                   | 8                 | 10                | 8                 | 5                 |                   | 2                 | 5                 | 4                 |                   |
| Такмичари                                       | Грузија                                         | 15                | 1                 |                   |                   | 2                 |                   |                   | 5                 | 1                 |                   |                   |                   |                   | 6                 |                   |                   |                   |                   |                   |                   |
| Такмичари                                       | Пољска                                          | 70                | 3                 |                   |                   | 1                 | 4                 | 3                 | 10                | 12                | 4                 | 7                 | 2                 |                   | 4                 | 2                 | 10                | 3                 |                   | 5                 |                   |
| Такмичари                                       | Аустрија                                        | 169               | 12                | 10                | 12                | 10                | 12                | 6                 | 7                 | 4                 | 10                | 8                 | 12                | 12                | 10                |                   | 12                | 12                | 10                | 10                |                   |
| Такмичари                                       | Литванија                                       | 36                |                   | 2                 |                   |                   | 10                |                   | 6                 |                   |                   | 5                 | 5                 |                   |                   |                   | 1                 |                   | 7                 |                   |                   |
| Такмичари                                       | Финска                                          | 97                | 4                 | 8                 | 5                 |                   | 8                 | 10                |                   | 5                 | 3                 | 12                | 10                |                   | 5                 | 8                 | 8                 | 8                 | 1                 | 2                 |                   |
| Такмичари                                       | Ирска                                           | 35                | 2                 | 5                 | 2                 | 4                 | 5                 | 7                 |                   |                   | 1                 | 3                 |                   |                   |                   | 4                 |                   | 1                 |                   | 1                 |                   |
| Такмичари                                       | Белорусија                                      | 87                | 8                 | 7                 | 8                 | 6                 |                   | 2                 |                   |                   | 7                 | 1                 | 1                 | 7                 | 12                | 10                |                   |                   | 12                | 6                 |                   |
| Такмичари                                       | Македонија                                      | 33                |                   |                   |                   | 3                 |                   |                   | 1                 |                   | 2                 |                   |                   | 1                 |                   |                   | 2                 | 10                | 2                 | 12                |                   |
| Такмичари                                       | Швајцарска                                      | 92                | 5                 | 12                | 10                | 5                 | 3                 | 1                 | 3                 | 10                | 5                 |                   | 6                 | 8                 | 7                 | 6                 | 3                 |                   |                   | 8                 |                   |
| Такмичари                                       | Грчка                                           | 74                |                   | 1                 | 7                 | 8                 | 1                 |                   | 12                | 6                 | 6                 | 6                 | 4                 | 4                 |                   | 3                 | 6                 | 4                 | 3                 | 3                 |                   |
| Такмичари                                       | Словенија                                       | 52                |                   | 3                 | 6                 |                   | 2                 |                   |                   |                   | 8                 | 4                 |                   | 2                 | 3                 | 7                 | 7                 | 6                 | 4                 |                   |                   |
| Такмичари                                       | Румунија                                        | 125               | 10                |                   |                   | 12                | 6                 | 8                 | 8                 | 8                 | 12                | 10                | 7                 | 6                 | 2                 | 12                | 4                 | 7                 | 6                 | 7                 |                   |

У другом полуфиналу следеће земље су добиле максималних 12 поена:
| 12 | Учесник        | Максималних 12 поена из:                                                  |
| -- | -------------- | ------------------------------------------------------------------------- |
| 7  | Аустрија       | Финска, Грчка, Ирска, Италија, Румунија, Швајцарска, Уједињено Краљевство |
| 3  | Румунија       | Аустрија, Израел, Малта                                                   |
| 2  | Белорусија     | Грузија, Литванија                                                        |
| 1  | Малта          | Македонија                                                                |
| 1  | Пољска         | Немачка                                                                   |
| 1  | Финска         | Норвешка                                                                  |
| 1  | БЈР македонија | Словенија                                                                 |
| 1  | Швајцарска     | Пољска                                                                    |
| 1  | Грчка          | Белорусија                                                                |

### Резултати финала
| Раздвојени гласови жирија и публике у финалу | Раздвојени гласови жирија и публике у финалу | Раздвојени гласови жирија и публике у финалу | Раздвојени гласови жирија и публике у финалу | Раздвојени гласови жирија и публике у финалу |
| Плас.                                        | Публика                                      | Бод.                                         | Жири                                         | Бод.                                         |
| -------------------------------------------- | -------------------------------------------- | -------------------------------------------- | -------------------------------------------- | -------------------------------------------- |
| 1.                                           | Аустрија                                     | 311                                          | Аустрија                                     | 224                                          |
| 2.                                           | Холандија                                    | 222                                          | Шведска                                      | 201                                          |
| 3.                                           | Јерменија                                    | 193                                          | Холандија                                    | 200                                          |
| 4.                                           | Шведска                                      | 190                                          | Мађарска                                     | 138                                          |
| 5.                                           | Пољска                                       | 162                                          | Јерменија                                    | 125                                          |
| 6.                                           | Русија                                       | 132                                          | Малта                                        | 119                                          |
| 7.                                           | Швајцарска                                   | 114                                          | Финска                                       | 114                                          |
| 8.                                           | Украјина                                     | 112                                          | Азербејџан                                   | 108                                          |
| 9.                                           | Румунија                                     | 103                                          | Норвешка                                     | 102                                          |
| 10.                                          | Мађарска                                     | 98                                           | Данска                                       | 85                                           |
| 11.                                          | Белорусија                                   | 56                                           | Шпанија                                      | 83                                           |
| 12.                                          | Исланд                                       | 46                                           | Украјина                                     | 78                                           |
| 13.                                          | Данска                                       | 43                                           | Русија                                       | 70                                           |
| 14.                                          | Грчка                                        | 43                                           | Немачка                                      | 61                                           |
| 15.                                          | Шпанија                                      | 41                                           | Исланд                                       | 59                                           |
| 16.                                          | Норвешка                                     | 39                                           | Уједињено Краљевство                         | 52                                           |
| 17.                                          | Финска                                       | 39                                           | Румунија                                     | 51                                           |
| 18.                                          | Црна Гора                                    | 33                                           | Белорусија                                   | 50                                           |
| 19.                                          | Италија                                      | 32                                           | Грчка                                        | 49                                           |
| 20.                                          | Немачка                                      | 31                                           | Црна Гора                                    | 48                                           |
| 21.                                          | Уједињено Краљевство                         | 29                                           | Италија                                      | 37                                           |
| 22.                                          | Азербејџан                                   | 26                                           | Швајцарска                                   | 27                                           |
| 23.                                          | Сан Марино                                   | 18                                           | Пољска                                       | 23                                           |
| 24.                                          | Малта                                        | 17                                           | Словенија                                    | 21                                           |
| 25.                                          | Словенија                                    | 15                                           | Сан Марино                                   | 16                                           |
| 26.                                          | Француска                                    | 1                                            | Француска                                    | 5                                            |

| Начин гласања: 50% жири и телегласање 100% жири 100% телегласање | Начин гласања: 50% жири и телегласање 100% жири 100% телегласање | Резултати гласања | Резултати гласања | Резултати гласања | Резултати гласања | Резултати гласања | Резултати гласања | Резултати гласања | Резултати гласања | Резултати гласања | Резултати гласања | Резултати гласања | Резултати гласања | Резултати гласања | Резултати гласања | Резултати гласања | Резултати гласања | Резултати гласања | Резултати гласања | Резултати гласања | Резултати гласања | Резултати гласања | Резултати гласања | Резултати гласања | Резултати гласања | Резултати гласања | Резултати гласања | Резултати гласања | Резултати гласања | Резултати гласања | Резултати гласања | Резултати гласања | Резултати гласања | Резултати гласања | Резултати гласања | Резултати гласања | Резултати гласања | Резултати гласања | Резултати гласања |
| Начин гласања: 50% жири и телегласање 100% жири 100% телегласање | Начин гласања: 50% жири и телегласање 100% жири 100% телегласање | Укупан бр. поена  | АЗЕ               | ГРЧ               | ПОЉ               | АЛБ               | СМ                | ДАН               | ЦГ                | РУМ               | РУС               | ХОЛ               | МАЛ               | ФРА               | УК                | ЛЕТ               | ЈЕР               | ИСЛ               | МАК               | ШВЕ               | БЛР               | НЕМ               | ИЗР               | ПОР               | НОР               | ЕСТ               | МАЂ               | МОЛ               | ИРС               | ФИН               | ЛИТ               | АУТ               | ШПА               | БЕЛ               | ИТА               | УКР               | ШВА               | ГРУ               | СЛО               |
| Такмичари                                                        | Украјина                                                         | 113               | 10                | 5                 | 5                 |                   |                   | 1                 | 7                 |                   | 7                 |                   |                   |                   |                   | 7                 |                   |                   |                   |                   | 8                 |                   | 5                 |                   |                   | 8                 | 2                 | 10                |                   | 2                 | 5                 | 5                 | 6                 | 4                 | 10                |                   |                   | 6                 |                   |
| Такмичари                                                        | Белорусија                                                       | 43                | 7                 |                   |                   |                   |                   |                   | 1                 |                   | 12                |                   |                   |                   |                   |                   | 8                 |                   |                   |                   |                   |                   | 1                 |                   |                   |                   |                   | 5                 |                   |                   | 3                 |                   |                   |                   |                   | 6                 |                   |                   |                   |
| Такмичари                                                        | Азербејџан                                                       | 33                |                   |                   |                   |                   | 12                |                   |                   |                   | 10                |                   |                   |                   |                   |                   |                   |                   |                   |                   | 3                 |                   |                   |                   |                   |                   |                   |                   |                   |                   |                   |                   |                   |                   |                   | 1                 |                   | 7                 |                   |
| Такмичари                                                        | Исланд                                                           | 58                |                   |                   |                   |                   | 8                 | 5                 |                   |                   | 1                 | 6                 |                   | 7                 | 4                 |                   |                   |                   |                   | 4                 |                   | 2                 |                   |                   | 6                 |                   | 5                 |                   |                   |                   |                   | 2                 | 1                 |                   | 7                 |                   |                   |                   |                   |
| Такмичари                                                        | Норвешка                                                         | 88                |                   | 3                 | 7                 |                   |                   | 6                 |                   | 1                 |                   | 10                | 2                 | 2                 |                   | 5                 |                   | 1                 |                   | 3                 | 4                 | 5                 |                   | 3                 |                   | 3                 |                   |                   | 7                 | 7                 | 8                 | 1                 |                   |                   |                   |                   | 5                 |                   | 5                 |
| Такмичари                                                        | Румунија                                                         | 72                | 6                 |                   |                   |                   |                   |                   |                   |                   |                   |                   | 8                 |                   |                   |                   |                   |                   | 4                 |                   | 1                 |                   | 8                 | 1                 | 4                 |                   |                   | 12                | 2                 |                   |                   | 8                 | 8                 | 5                 | 5                 |                   |                   |                   |                   |
| Такмичари                                                        | Јерменија                                                        | 174               |                   | 7                 | 1                 |                   | 6                 | 2                 | 10                | 7                 | 8                 | 7                 | 6                 | 12                |                   | 10                |                   | 2                 | 8                 | 5                 | 10                | 6                 | 6                 | 4                 |                   | 5                 | 7                 | 3                 |                   | 4                 |                   | 12                | 4                 |                   |                   | 10                |                   | 12                |                   |
| Такмичари                                                        | Црна Гора                                                        | 37                |                   |                   |                   | 6                 |                   |                   |                   |                   |                   |                   |                   |                   |                   |                   | 12                |                   | 12                |                   |                   |                   |                   |                   |                   |                   |                   |                   |                   |                   |                   |                   |                   |                   |                   |                   |                   |                   | 7                 |
| Такмичари                                                        | Пољска                                                           | 62                | 2                 | 1                 |                   |                   |                   |                   | 4                 |                   |                   |                   |                   | 5                 |                   |                   |                   | 3                 | 5                 | 2                 | 7                 | 10                |                   |                   | 2                 |                   | 3                 | 2                 |                   |                   |                   |                   |                   |                   | 8                 | 7                 |                   |                   | 1                 |
| Такмичари                                                        | Грчка                                                            | 35                | 4                 |                   |                   | 2                 |                   |                   |                   |                   | 4                 |                   | 1                 |                   | 2                 |                   | 7                 |                   |                   |                   | 6                 |                   | 2                 |                   |                   |                   |                   |                   |                   |                   |                   |                   |                   |                   | 3                 |                   |                   | 4                 |                   |
| Такмичари                                                        | Аустрија                                                         | 290               | 1                 | 12                |                   | 5                 |                   | 8                 | 2                 | 8                 | 5                 | 12                | 10                | 10                | 12                | 6                 |                   | 10                | 3                 | 12                |                   | 7                 | 12                | 12                | 10                | 4                 | 10                | 7                 | 12                | 12                | 10                |                   | 12                | 12                | 12                | 8                 | 12                | 10                | 12                |
| Такмичари                                                        | Немачка                                                          | 39                |                   |                   | 8                 | 4                 |                   |                   |                   | 2                 |                   |                   |                   |                   |                   |                   | 6                 |                   |                   |                   |                   |                   |                   |                   |                   |                   |                   |                   |                   |                   |                   |                   |                   |                   |                   | 5                 | 7                 | 5                 | 2                 |
| Такмичари                                                        | Шведска                                                          | 218               |                   | 2                 | 4                 | 7                 | 10                | 12                | 3                 | 12                | 2                 | 8                 | 7                 | 4                 | 7                 | 8                 |                   | 7                 |                   |                   |                   |                   | 10                | 8                 | 8                 | 10                | 8                 | 6                 | 4                 | 10                | 7                 | 6                 | 10                | 10                |                   | 12                | 6                 | 2                 | 8                 |
| Такмичари                                                        | Француска                                                        | 2                 |                   |                   |                   |                   |                   |                   |                   |                   |                   |                   |                   |                   |                   |                   |                   |                   |                   | 1                 |                   |                   |                   |                   |                   |                   |                   |                   |                   | 1                 |                   |                   |                   |                   |                   |                   |                   |                   |                   |
| Такмичари                                                        | Русија                                                           | 89                | 12                | 10                |                   |                   |                   |                   |                   |                   |                   |                   | 5                 |                   |                   | 2                 | 10                |                   | 6                 |                   | 12                |                   | 3                 | 2                 |                   | 1                 |                   | 8                 |                   |                   | 6                 |                   |                   |                   |                   | 4                 |                   | 8                 |                   |
| Такмичари                                                        | Италија                                                          | 33                |                   |                   |                   | 10                |                   |                   | 6                 |                   |                   |                   | 12                | 1                 |                   |                   |                   |                   | 2                 |                   |                   |                   |                   |                   |                   |                   |                   |                   |                   |                   |                   |                   |                   |                   |                   |                   | 2                 |                   |                   |
| Такмичари                                                        | Словенија                                                        | 9                 |                   |                   |                   |                   |                   |                   | 8                 |                   |                   |                   |                   |                   |                   |                   |                   |                   | 1                 |                   |                   |                   |                   |                   |                   |                   |                   |                   |                   |                   |                   |                   |                   |                   |                   |                   |                   |                   |                   |
| Такмичари                                                        | Финска                                                           | 72                |                   |                   | 3                 |                   | 3                 | 4                 |                   |                   |                   | 2                 |                   |                   | 6                 | 3                 |                   | 5                 |                   | 6                 |                   | 4                 |                   |                   | 7                 | 6                 | 6                 |                   |                   |                   |                   | 4                 |                   | 3                 | 6                 |                   | 4                 |                   |                   |
| Такмичари                                                        | Шпанија                                                          | 74                |                   |                   | 2                 | 12                |                   |                   |                   | 5                 |                   |                   |                   | 6                 | 5                 | 4                 | 2                 |                   |                   |                   |                   | 1                 | 4                 |                   | 5                 | 2                 |                   |                   | 6                 |                   | 4                 |                   |                   | 2                 |                   | 2                 | 8                 |                   | 4                 |
| Такмичари                                                        | Швајцарска                                                       | 64                |                   | 4                 | 10                |                   |                   |                   | 5                 | 6                 |                   | 3                 | 3                 |                   | 1                 |                   | 5                 |                   |                   |                   |                   | 3                 |                   | 7                 |                   |                   | 1                 |                   | 5                 |                   | 2                 | 3                 |                   |                   | 2                 |                   |                   | 1                 | 3                 |
| Такмичари                                                        | Мађарска                                                         | 143               | 8                 | 6                 |                   | 8                 | 7                 | 3                 | 12                | 10                | 6                 | 4                 |                   |                   |                   | 1                 |                   | 6                 | 10                | 7                 | 5                 |                   | 7                 | 6                 |                   | 7                 |                   | 4                 | 1                 | 5                 |                   | 7                 | 2                 | 7                 |                   | 3                 | 1                 |                   |                   |
| Такмичари                                                        | Малта                                                            | 32                | 5                 |                   |                   | 1                 | 4                 |                   |                   |                   |                   | 5                 |                   |                   | 10                |                   |                   |                   |                   |                   |                   |                   |                   |                   |                   |                   |                   |                   | 3                 | 3                 |                   |                   |                   |                   | 1                 |                   |                   |                   |                   |
| Такмичари                                                        | Данска                                                           | 74                |                   |                   | 6                 |                   | 1                 |                   |                   | 4                 |                   | 1                 |                   | 3                 | 3                 |                   | 1                 | 8                 |                   | 8                 |                   | 8                 |                   | 5                 | 1                 |                   |                   |                   |                   | 6                 | 1                 |                   | 3                 | 6                 |                   |                   | 3                 |                   | 6                 |
| Такмичари                                                        | Холандија                                                        | 238               |                   | 8                 | 12                |                   | 2                 | 10                |                   | 3                 | 3                 |                   |                   | 8                 | 8                 | 12                | 4                 | 12                | 7                 | 10                | 2                 | 12                |                   | 10                | 12                | 12                | 12                |                   | 10                | 8                 | 12                | 10                | 7                 | 8                 | 4                 |                   | 10                |                   | 10                |
| Такмичари                                                        | Сан Марино                                                       | 14                | 3                 |                   |                   | 3                 |                   |                   |                   |                   |                   |                   |                   |                   |                   |                   | 3                 |                   |                   |                   |                   |                   |                   |                   |                   |                   | 4                 | 1                 |                   |                   |                   |                   |                   |                   |                   |                   |                   |                   |                   |
| Такмичари                                                        | Уједињено Краљевство                                             | 40                |                   |                   |                   |                   | 5                 | 7                 |                   |                   |                   |                   | 4                 |                   |                   |                   |                   | 4                 |                   |                   |                   |                   |                   |                   | 3                 |                   |                   |                   | 8                 |                   |                   |                   | 5                 | 1                 |                   |                   |                   | 3                 |                   |

У следећој табели налази се списак добитника максималних оцена:
| 12 | Такмичар   | Државе које су доделиле 12 поена:                                                                                |
| -- | ---------- | --- |
| 13 | Аустрија   | Белгија, Финска, Грчка, Ирска, Израел, Италија, Холандија, Португал, Словенија, Шпанија, Шведска, Швајцарска, УК |
| 8  | Холандија  | Естонија, Немачка, Мађарска, Исланд, Летонија, Литванија, Норвешка, Пољска                                       |
| 3  | Шведска    | Данска, Румунија, Украјина                                                                                       |
| 3  | Јерменија  | Аустрија, Француска, Грузија                                                                                     |
| 2  | Црна Гора  | Јерменија, Македонија                                                                                            |
| 2  | Русија     | Азербејџан, Белорусија                                                                                           |
| 1  | Италија    | Малта |
| 1  | Азербејџан | Сан Марино |
| 1  | Белорусија | Русија |
| 1  | Румунија   | Молдавија |
| 1  | Шпанија    | Албанија |
| 1  | Мађарска   | Црна Гора |

## Награде Марсел Безенсон
Почев од Песме Евровизије 2002. новинари, композитори и учесници фестивала додељују награде које носе име Марсела Безенсона, директора Европске радиодифузне уније (од 1955. до 1970) и идејног творца Песме Евровизије. Награде се додељују у три категорије за најбоље учеснике финалне вечери по мишљењу акредитованих новинара, композитора и такмичара. Према мишљењу такмичара и композитора најбољу песму ове године је имала Холандија, док је награда новинара отишла Аустрији.
| Категорија          | Земља     | Песма | Извођач(и)    | Композитор(и)                                                      |
| ------------------- | --------- | ----- | ------------- | ------------------------------------------------------------------ |
| Награда извођача    | Холандија |       |               | Илзе де Ланж, Џеј-Би Мејерс, Роб Крозби, Метју Крозби, Џејк Етериџ |
| Награда композитора | Холандија |       |               | Илзе де Ланж, Џеј-Би Мејерс, Роб Крозби, Метју Крозби, Џејк Етериџ |
| Награда новинара    | Аустрија  |       | Кончита Вурст | Чарли Мејсон, Џои Патулка, Али Зуковски, Јулиан Маас               |

## Награде удружења ОГАЕ
ОГАЕ или Organisation Générale des Amateurs de l'Eurovision представља међународно удружење љубитеља Песме Евровизије основано 1984. године у финском граду Савонлина са циљем даље промоције и популаризације овог такмичења.
По традицију чланови свих 40 ОГАЕ клубова широм Европе гласају за песме које се сваке године такмиче, и тако је било и ове године. Према резултатима гласања награда ОГАЕ удружења ове године припала је представници Шведске Сани Нилсен, а у првих пет још су се пласирали и Мађарска, Аустрија, Израел и Уједињено Краљевство. Представник Црне Горе Сергеј Ћетковић на овом гласању је заузео 10. место са 79 бодова, док је представница Словеније Тинкара Ковач заузела 25. место са 12 бодова.
| Држава               | Песма | Извођач(и)           | Композитор(и)                                        | Бодова |
| -------------------- | ----- | -------------------- | ---------------------------------------------------- | ------ |
| Шведска              |       | Сана Нилсен          | Фредрик Кемпе, Давид Кројгер, Хамед Пироузпана       | 354    |
| Мађарска             |       | Андраш Калај Сондерс | Андраш Калај Сондерс, Кристијан Сакош                | 262    |
| Израел               |       | Меи Фајнголд         | Рами Талмид                                          | 233    |
| Аустрија             |       | Кончита Вурст        | Чарли Мејсон, Џои Патулка, Али Зуковски, Јулиан Маас | 221    |
| Уједињено Краљевство |       | Моли                 | Моли Смитен-Доунс, Андерс Хансон                     | 162    |

## Презентери гласова по државама
Распоред јављања уживо из сваког од телевизијских центара земаља учесница приликом гласања одређен је жребом који је уследио након прикупљања гласова стручног жирија током генералне пробе.
1. Азербејџан – Сабина Бабајева
(Представница Азербејџана на Евросонгу 2012)
2. Грчка – Андријана Манганија
3. Пољска – Паулина Чилевска
4. Албанија – Андри Чаку
5. Сан Марино – Микеле Перниола
(Представник Сан Марина на Дечијем евросонгу 2013)
6. Данска – Софи Ласен-Калке
7. Црна Гора – Тијана Мишковић
8. Румунија – Соња Архинт-Јонеску
9. Русија – Алсу
(Представница Русије на ЕСЦ 2000.
и водитељица Евросонга 2009.)
10. Холандија – Тим Дусма
11. Малта – Валентина Роси
12. Француска – Елоди Сужо
13. Уједињено Краљевство – Скот Мајлс
14. Летонија – Ралфс Ејландс
(Представник Летоније на Евросонгу 2013)
15. Јерменија – Ана Аванесјан
16. Исланд – Бенедикт Валсон
17. БЈР Македонија – Марко Марк
18. Шведска – тројац из групе Алказар
19. Белорусија – Аљона Ланскаја
(Представница Белорусије на Евросонгу 2013)
20. Немачка – Хелена Фишер
21. Израел – Офер Нахсон
22. Португалија – Жоана Телес
23. Норвешка – Маргрет Ред
24. Естонија – Лаури Пилап 
(Победник Евросонга 2001)
25. Мађарска – Ева Новодомски
26. Молдавија – Оливија Фуртуна
27. Ирска – Ники Бирн
28. Финска – Ласе Мелберг
29. Литванија – Игнас Крупавичијус
30. Аустрија – Кати Белович
31. Шпанија – Каролина Касадо
32. Белгија – Анжелик Влијеж
33. Италија – Линус
34. Украјина – Злата Огневич
(Представница Украјине на Евросонгу 2013)
35. Швајцарска – Курт Ешбахер
36. Грузија – Софија Геловани и Нодико Татишвили
(Представници Грузије на Евросонгу 2013)
37. Словенија – Ула Фурлан

## Телевизијски преноси и коментатори
- Албанија – Андри Чаку (TVSH, RTSH Muzikë и Радио Тирана; све три вечери);
- Јерменија – Ерик Артањанјан и Ана Аванесјан (Јерменија 1 полуфинала);[71] Тигран Даниелјан и Аревик удумјан (Јерменија 1 финале);
- Аустралија – Џулија Замиро и Сем Пенг (SBS One, све 3 вечери);[72]
- Аустрија – Анди Кнол (ORF eins, све 3 вечери);[73]
- Азербејџан – ??? (све 3 вечери);[74]
- Белорусија – Јевгениј Перлин (Беларус-1 и Беларус-24, све 3 вечери);[75][76]
- Белгија  – Петер ван дер Веире и Ева Делеман (één и Радио 2, све 3 вечери на холандском)[77] и Жан Луј Лахај и Морин Луј (La Une, све три вечери на француском);[78] Оливије Жилан (VivaCité, финале)[79]
- Канада - ???[80]
- Хрватска – Александар Костадинов (ХРТ 1[81] и ХР 2[82])
- Кипар – Мелина Карагеоргију (RIK 1, све 3 вечери)[83][84]
- Данска – Андерс Бисгард (DR1, полуфинала; финале);[85][86] Оле Топхолм (DR1, финале);[87] Петер Фалктофт и Езбен Бјере Хансен (DR3, финале);[88] На знаковном језику (DR Ramasjang, финале)[89]
- Естонија – Марко Реикоп (ETV, све 3 вечери);[90] Март Јуур и Андрус Кивијарк (Eesti Raadio 2'', прво полуфинале и финале)[91]
- Фарска Острва – ??? (све 3 вечери)[92]
- Финска – на финском: Јорма Хиетамаки и Сана Пиеркалаинен (Yle TV2 и Yle Radio Suomi, све 3 вечери); на шведском: Ева Франц и Јохан Линдрос (Yle TV2 и Yle Radio Vega, све 3 вечери)[93]
- Француска – Одри Чуво и Бруно Бербер (France Ô, прво полуфинале);[94] Сирил Феро и Наташа Сен Пјер (France 3, финале)[95]
- Грузија – Ладо Татишвили и Тамуна Мусеридзе (ГТВ1, све 3 вечери)[96]
- Немачка – Петер Урбан (EinsPlus (уживо) и ЕinsFestival (у снимку), све 3 вечери; Phoenix, полуфинала; Das Erste финале)[97]
- Грчка – Марија Козаку(НЕРИТ, све 3 вечери), Јоргос Капуцидис (НЕРИТ, финале)[98]
- Мађарска – Габор Такач (M1, све 3 вечери)[99]
- Исланд – Феликс Бергсон (RÚV и Rás 2, све 3 вечери)[100]
- Ирска – Марти Вилан (RTÉ Two, полуфинала; финале);[101] Шеј Бирн и Збижек Залински (RTÉ Radio 1, друго полуфинале и финале)[102]
- Израел – титлови на хебрејском и арапском језику (Канал 1 и Канал 33, све 3 вечери);[103] Коби Менора и Јувал Каспин (Радио 88 ФМ, све 3 вечери)[104]
- Италија – Марко Ардемађи и Филипо Содибело (Rai 4, полуфинала);[105] Линус и Никола Савино (Rai 2, финале)[106]
- Казахстан – Дијана Снегина и Калдибек Жајшанбај (Хабар ТВ, све 3 вечери)[107]
- Летонија – Валтерс Фриденбергс и Карлис Бумејстерс (LTV1, све 3 вечери)[108]
- Литванија – Даријус Ужкураитис (LRT и LRT Radijas, све 3 вечери)[109]
- БЈР Македонија – Каролина Петковска (МРТ 1, МРТ Сат и Радио Скопје, све 3 вечери)[110]
- Малта – Карло Борг Боначи (TVM, све 3 вечери)[111]
- Молдавија – Данијела Бабики (Moldova 1 и Радио Молдова, све 3 вечери)[112]
- Црна Гора – Дражен Бауковић и Тамара Иванковић (РТЦГ 1, све 3 вечери); Соња Савовић и Сања Пејовић (Радио Црне Горе и Радио 98, све 3 вечери)[113]
- Нови Зеланд – ??? (све 3 вечери)
- Холандија – Корналд Маас и Јан Смит (Nederland 1 и BVN]], све 3 вечери)[114]
- Норвешка – Олав Виксмо Слетан (NRK1, све 3 вечери);[115] Рони Бреде Асе, Сиље рејтен Норднес и Лине Елфсасхаген (NRK3, финале)[116]
- Пољска – Артур Орзеч (TVP1 и TVP Polonia (уживо), TVP Rozrywka (снимак), све 3 вечери)[117]
- Португалија – Силвија Алберто (RTP1, прво полуфинале и финале (уживо), друго полуфинале (у снимку))[118]
- Румунија – Богдан Станеску (TVR1, TVRi и TVR HD, све 3 вечери)[119]
- Русија – Олга Шелест и Дмитриј Губернијев (Русија-1, све 3 вечери)[120]
- Сан Марино – на италијанском:Лија Фјорио и Ђиђи Рестиво (SMtv San Marino и Радио Сан марино, све три вечери);[121] на енглеском: Џон Кенеди о'Конор и Жанмари Миљковић (SMtv Web TV (уживо онлајн), све 3 вечери)[122]
- Србија – Силвана Грујић (РТС 1 и РТС HD, све 3 вечери), Драган Илић (РТС 1 и РТС HD, финале)[123]
- Словенија – Андреј Хофер (РТВ СЛО2, полуфинала; РТВ СЛО1 и ТВ Марибор, финале; Радио Вал 202 и Радио Марибор, друго полуфинале и финале)[124]
- Шпанија – Хозе Марија Ињиго (La 2 (TVE), прво полуфинале; , финале);[125] Пако Гонзалез и екипа Тиемпо ел хуего) (COPE, финале);[126] Серхи Мас (Ona FM - SER Catalunya, финале)[тражи се извор]
- Шведска – Малин Олсон и Едвард аф Силен (SVT1, све 3 вечери);[127] Каролина Норен и Рони Рителанд (SR P4, све 3 вечери)[128]
- Швајцарска – немачки: Свен Епинеј (SRF zwei полуфинала; финале);[129] италијански: Санди Алтррмат и Алесандро Бертољо (RSI La 2, друго полуфинале; финале);[130] француски: Жан-Марк Ришар и Валери Ожије (RTS Deux, друго полуфинале; финале)[131]
- Украјина – Тимур Мирошниченко и Татјана Терехова (НТ1, све 3 вечери);[132] Олена Зилинченко (Радио Украјина, све 3 вечери)[133]
- Уједињено Краљевство – Скот Малјс и Лора Вајтмор (полуфинала);[134] Грем Нортон (BBC One, финале); Ана Матроник (Radio 2 Eurovision, друго полуфинале);[135] Кен Брус (BBC Radio 2, финале)[136]

## Остале земље
Јавни емитери следећих држава имају право учешћа на Песми Евровизије јер су чланови (или су у процесу стицања чланства) у Европској радиодифузној унији, али због одређених разлога нису наступили на такмичењу ове године.
- Андора — Радио телевизија Андоре је одустала од учешћа због финансијских разлога.[137]
- Босна и Херцеговина - Босанскохерцеговачка радио-телевизија је одустала од такмичења другу годину за редом због недостатака финансијских средстава.[138]
- Бугарска – Због ограничених финансијских средстава Бугарска национална телевизија је одустала од такмичења.[139]
- Хрватска – Хрватска радио-телевизија је одустала од такмичења због смањења трошкова и слабих резултата претходних година.
- Кипар – одустајање због финансијске кризе у држави.
- Чешка – одустајање због слабог интересовања за такмичење.[140]
- Лихтенштајн – Национални емитер 1FLTV није на време постао пуноправни члан ЕБУ.[141]
- Луксембург – због недостатка интересовања за такмичење.[142]
- Монако – није објављен званичан разлог неучествовања.[143]
- Мароко – национална радио-телевизија не намерава у скоријој будућности да врати Мароко на такмичење.[144]
- Србија – Радио-телевизија Србије је одустала од такмичења због финансијских разлога.
- Словачка – разлог одустајања није објављен.[145]
- Турска – Турска радио-телевизија је одустала од такмичења незадовољна начином гласања и статусом „Велике петорке“.[146]

## Службени албум
је службени компилацијски албум такмичења одржаног 2014. године, који је саставила Европска радиодифузна унија, а 14. априла 2014. године издала кућа Universal Music Group. Албум садржи свих 37 песама изведених на Евросонгу 2014. године, укључујући полуфиналне нумере које нису добиле право учешћа у великом финалу, плус песму "Rainmaker", коју је у ревијалном делу финала извела Емели де Форест.
| №               | Назив                  | Аутор(и) | Извођач                    | Трајање |  |
| 1.              | (Албанија)             | Музика: Ђенти Љако Текст: Олти Чури | Херси                      | 3:01    |  |
| 2.              | (Јерменија)            | Музика: Арам Саргсјан Текст: Гарик Папојан | Арам МP3                   | 3:00    |  |
| 3.              | (Аустрија)             | Музика и текст: Џои Патулка, Александар Цуковски, Јулијан Мас и Чарли Мејсон                                                                  | Кончита Вурст              | 3:00    |  |
| 4.              | (Азербејџан)           | Музика и текст: Стефан Орн, Јохан Кронлунд и Алесанддра Гинтарт                                                                               | Дилара Казимова            | 2:59    |  |
| 5.              | (Белгија)              | Музика и текст: Ешли Хиклин и Рафаел Артесеро                                                                                                 | Аксел Хирсу                | 3:00    |  |
| 6.              | (Белорусија)           | Музика: Јуриј Вашчук Текст: Димитриј Новик | ТЕО                        | 2:56    |  |
| 7.              | (Швајцарска)           | Музика и текст: Себастијано Пау-Леси | Себалтер                   | 3:03    |  |
| 8.              | (Немачка)              | Музика: Елжбијета Штејнмец и Френк Кретшмехер Текст: Елжбијета Штејнмец и Адам Кеселхот                                                       | Елаиза                     | 2:59    |  |
| 9.              | (Данска)               | Музика и текст: Ким Новак Зорд, Анис Басим Мујахид, Данијел Фелт и Ласе Линдорф                                                               | Басим                      | 3:01    |  |
| 10.             | (Естонија)             | Музика: Тимо Вент Текст: Тања Михаилова | Тања                       | 3:01    |  |
| 11.             | (Шпанија)              | Музика и текст: Рут Лоренцо, Џејмс Лоренс Ирвин и Џулијан Емери                                                                               | Рут Лорензо                | 2:51    |  |
| 12.             | (Финска)               | Музика: Топи Латука Текст: Топи Латука и Хенри Оскар                                                                                          | Softengine                 | 3:00    |  |
| 13.             | (Француска)            | Музика: Пјер Бејр и Ким Енгајен Текст: Лорен Идир и Франсоа Ардувен                                                                           | TWIN TWIN                  | 2:49    |  |
| 14.             | (Уједињено Краљевство) | Музика и текст: Моли Смитен Доунс и Андерс Хансон                                                                                             | Моли                       | 3:00    |  |
| 15.             | (Грузија)              | Музика: Заза Миминошвили Текст: Еуген Елију                                                                                                   | The Shin & Марико          | 2:57    |  |
| 16.             | (Грчка)                | Музика и текст: Freaky Fortune & RiskyKidd | Freaky Fortune & RiskyKidd | 3:02    |  |
| 17.             | (Мађарска)             | Музика: Андраш Калај-Саундерс и Кристијан Сакос Текст: Андраш Калај-Саундерс и Иштван Табар                                                   | Андраш Калај-Саундерс      | 2:59    |  |
| 18.             | (Ирска)                | Музика: Хејзел Канесваран, Џонас Гледникоф, Расмус Палмгрен и Патриција Хеландер Текст: Џонас Гледникоф, Расмус Палмгрен и Патриција Хеландер | Can Linn & Кејси Смит      | 3:02    |  |
| 19.             | (Израел)               | Музика и текст: Рами Талмид | Меи Фајнголд               | 2:59    |  |
| Укупно трајање: | Укупно трајање:        | Укупно трајање: | Укупно трајање:            | 56:39   |  |

| №               | Назив            | Аутор(и)                                                                                            | Извођач            | Трајање |  |
| 1.              | (Исланд)         | Музика: Хејдар Орн Кристијансон Текст: Хејдар Орн Кристијансон, Харалдур Фрејр Гисласон и Џон Грент | Pollapönk          | 2:43    |  |
| 2.              | (Италија)        | Музика и текст: Ема Мароне                                                                          | Ема                | 3:01    |  |
| 3.              | (Литванија)      | Музика: Викторас Ваупшас и Вилија Матачиунаите Текст: Вилија Матачиунаите                           | Вилија             | 2:51    |  |
| 4.              | (Летонија)       | Музика и текст: Гунтис Вејландс                                                                     | Aarzemnieki        | 2:59    |  |
| 5.              | (Молдавија)      | Музика: Иван Акулов Текст: Лидија Скарлат                                                           | Кристина Скарлат   | 2:58    |  |
| 6.              | (Црна Гора)      | Музика: Сергеј Ћетковић Текст: Сергеј Ћетковић и Емина Јаховић                                      | Сергеј Ћетковић    | 3:02    |  |
| 7.              | (БЈР Македонија) | Музика: Дарко Димитров и Лазар Цветковски Текст: Елена Ристеска и Дарко Димитров                    | Тијана             | 3:11    |  |
| 8.              | (Малта)          | Музика и текст: Ричард Микалеф                                                                      | Firelight          | 2:56    |  |
| 9.              | (Холандија)      | Музика и текст: Илзе де Ланге, ЏБ Мајерс, Роб Крозби, Метју Крозби и Џејк Етериџ                    | The Common Linnets | 3:04    |  |
| 10.             | (Норвешка)       | Музика и текст: Џозефин Винтер                                                                      | Карл Еспен         | 2:55    |  |
| 11.             | (Пољска)         | Музика: Витолд Чамара Текст: Јоана Клепко                                                           | Донатан & Клео     | 2:57    |  |
| 12.             | (Португал)       | Музика и текст: Емануел                                                                             | Сузи               | 2:58    |  |
| 13.             | (Румунија)       | Музика: Beyond 51 Текст: Beyond51, Овидију Чернаутеану, Фрида Амундсен и Филип Халун                | Паула Селинг & ОВИ | 3:02    |  |
| 14.             | (Русија)         | Музика: Филип Киркоров и Димитрис Контопулос Текст: Џон Балард, Ралф Чарли и Џерард Џејмс Борг      | Сестре Толмачев    | 3:03    |  |
| 15.             | (Шведска)        | Музика и текст: Фредрик Кемпе, Давид Крегер, Хамед Пирузпанах                                       | Сана Нилсен        | 3:05    |  |
| 16.             | (Словенија)      | Музика: Алеш Вовк Текст: Тинкара Ковач, Хана Манчини и Тина Пиш                                     | Тинкара Ковач      | 3:00    |  |
| 17.             | (Сан Марино)     | Музика: Ралф Зигел Текст: Мауро Балестри                                                            | Валентина Монета   | 3:02    |  |
| 18.             | (Украјина)       | Музика: Марија Јаремчук Текст: Марија Јаремчук и Сандра Бјурман                                     | Марија Јаремчук    | 3:00    |  |
| 19.             | (бонус песма)    | Музика и текст: Емели де Форест, Јакоб Шак Глеснер и Фредрик Сонефорс                               | Емели де Форест    | 3:38    |  |
| Укупно трајање: | Укупно трајање:  | Укупно трајање:                                                                                     | Укупно трајање:    | 57:25   |  |